# Beaux Arts Village
Beaux Arts Village is een plaats (town) in de Amerikaanse staat Washington, en valt bestuurlijk gezien onder King County.

## Demografie
Bij de volkstelling in 2000 werd het aantal inwoners vastgesteld op 307.
In 2006 is het aantal inwoners door het United States Census Bureau geschat op 297, een daling van 10 (-3,3%).

## Geografie
Volgens het United States Census Bureau beslaat de plaats een oppervlakte van
0,4 km², waarvan 0,2 km² land en 0,2 km² water.

## Plaatsen in de nabije omgeving
De onderstaande figuur toont nabijgelegen plaatsen in een straal van 8 km rond Beaux Arts Village.